# Arroyo Salado (vattendrag i Spanien, Andalusien, Provincia de Sevilla, lat 36,99, long -6,01)
Arroyo Salado är ett vattendrag i Spanien.   Det ligger i provinsen Provincia de Sevilla och regionen Andalusien, i den sydvästra delen av landet, 400 km sydväst om huvudstaden Madrid.